# Serroderus
Genre
Serroderus est un genre de collemboles de la famille des Lepidocyrtidae.

## Liste des espèces
Selon Checklist of the Collembola of the World (version du 27 août 2019) :
- Serroderus acanthotermiensis Delamare Deboutteville, 1948
- Serroderus alfredi (Yosii, 1959)
- Serroderus alvaradoi Selga, 1962
- Serroderus aurantius Delamare Deboutteville, 1948
- Serroderus bilobatus Delamare Deboutteville, 1948
- Serroderus brevimucronatus (Silvestri, 1917)
- Serroderus delamarei Cassagnau, 1963
- Serroderus dicuspiditermitis (Yoshii, 1980)
- Serroderus distinctus (Denis, 1942)
- Serroderus durio Yoshii, 1987
- Serroderus guanobia Paulian & Delamare Deboutteville, 1948
- Serroderus hozawai (Kinoshita, 1917)
- Serroderus humilis Delamare Deboutteville, 1948
- Serroderus interpositus (Denis, 1942)
- Serroderus mango Yoshii, 1992
- Serroderus multidentatus Delamare Deboutteville, 1948
- Serroderus protermiensis Delamare Deboutteville, 1948
- Serroderus quadridentatus (Delamare Deboutteville, 1948
- Serroderus sabahnus (Yoshii, 1980)
- Serroderus socialis Delamare Deboutteville, 1948
- Serroderus spinatus Christiansen, 1957
- Serroderus spinicaudus Delamare Deboutteville, 1948
- Serroderus sublimis Delamare Deboutteville, 1948
- Serroderus termitophilus Delamare Deboutteville, 1948
- Serroderus tridenticulatus Denis, 1948

## Publication originale
- Delamare Deboutteville, 1948 : Recherches sur les collemboles termitophiles et myrmécophiles (écologie, éthologie, systématique). Archive de Zoologie Expérimentale et Générale, vol. 85, p. 261-425.